# Ваче II
Ваче II — правитель Кавказской Албании (444—463), девятый представитель династии Аршакидов.

## Биография
Ваче II был сыном албанского царя Асвагена и сестры или дочери сасанидского царя Йездигерда II. Во второй половине V века, во время вспыхнувшего в Албании восстания против персов, отрёкся от зороастризма, которое принял под давлением Йездигерда II. Для подавления восстания персами были наняты гунны. При поддержке маскутов Ваче овладел крепостью Чора и объединившись с вождями горных племён, в течение года упорно сопротивлялся персидским войскам. Персы неоднократно пытались вести переговоры с ним, но их попытки оказывались тщетными. В обмен на обещание Пероза оставить Албанию, им были отправлены в Персию мать и жена, вынужденные принять здесь христианство. Сам Ваче позже отрёкся от Албанского престола, предпочтя отшельничество. По его просьбе Перозом за ним были оставлены тысяча домов (семей), выделенных ему отцом ещё в детстве. Он обосновался в городе Чора, где в связи с этим возникает епископальная кафедра. Албанское царство же на тридцать лет попадает под непосредственное управление персидской администрации. В период правления сасанидского царя Валарша (484—488 гг.), прерванная царская власть в Албании была временно восстановлена и на престол был возведён Вачаган III, племянник Ваче II.
Во время правления Пероза, им была построена более поздняя столица Албании — Партав, где VI—IX веках располагалась резиденция албанского католикоса.